# Campanula monodiana
Campanula monodiana là loài thực vật có hoa trong họ Hoa chuông. Loài này được Maire mô tả khoa học đầu tiên năm 1943.